# Tiếng Tây Frisia
Tiếng Tây Frisia (Frysk; tiếng Hà Lan: Fries [ˈfris]) là một ngôn ngữ nói chủ yếu ở tỉnh Friesland (Fryslân) ở phía bắc của Hà Lan. Tiếng Tây Frisia là tên ngôn ngữ này thường được biết đến bên ngoài của Hà Lan, để phân biệt nó liên quan chặt chẽ ngôn ngữ tiếng Frisia Saterland và tiếng Bắc Frisia, được sử dụng tại Đức. Tuy nhiên tại Hà Lan, tiếng Tây Frisia là ngôn ngữ của tỉnh Friesland và hầu như luôn luôn được gọi đơn giản là "Frisian": Fries ở Hà Lan, và Frysk trong Frisian Westfries (văn học phương Tây Frisian) là tên Hà Lan của West Frisian phương ngữ nói trong Westfriesland, một khu vực trên địa bàn tỉnh Nord-Holland.
Tên chính thức được sử dụng bởi các nhà ngôn ngữ học ở Hà Lan để chỉ ra ngôn ngữ Tây Frisian Westerlauwers Fries (West Lauwers Frisian), Lauwers là một dòng suối biên giới ngăn cách các tỉnh Hà Lan của Friesland và Groningen.